# Клеман Греньє
Клеман Греньє (фр. Clément Grenier, нар. 7 січня 1991, Анноне) — французький футболіст, півзахисник іспанського клубу «Расінг» (Сантандер).

## Клубна кар'єра
Народився 7 січня 1991 року в місті Анноне. Вихованець футбольної школи клубу «Ліон». Дорослу футбольну кар'єру розпочав 2009 році в основній команді того ж клубу, за який загалом провів 8 років. Попри часті травми, з 2011 та до 2016 року Греньє був регулярним гравцем основного складу.
У сезоні 2016/17 Греньє втрачає місце в основному складі, програвши конкуренцію Корентену Толіссо. У першій половині сезону він провів лише 35 хвилин у Лізі 1 та 12 хвилин у Лізі чемпіонів. У другому колі його віддали в оренду до «Роми», але й там він не отримав ігрової практики: лише 6 матчів, з них лише один в основі.
Після повернення з оренди в сезоні 2017/18 він опинився в глибокому резерві, зігравши за півроку лише 4 хвилини в чемпіонаті. Через малий ігровий час Греньє вирішив залишити клуб.
31 січня 2018 Клеман переходить безкоштовно до «Генгама». Там він одразу стає гравцем основного складу та показує високу результативність, забивши 5 голів у 15 матчах чемпіонату.
24 липня 2018 Греньє став гравцем «Ренна», який заплатив за нього 4 мільйони євро. Разом з клубом у першому ж сезоні він виграє кубок Франції, у фіналі відзначившись результативним пасом та забитим пенальті в серії післяматчевих ударів.

## Виступи за збірні
2007 року дебютував у складі юнацької збірної Франції, взяв участь у 42 іграх на юнацькому рівні, відзначившись 10 забитими голами.
Протягом 2010-2013 років залучався до складу молодіжної збірної Франції. На молодіжному рівні зіграв у 16 офіційних матчах, забив 2 голи.
2013 року дебютував в офіційних матчах у складі національної збірної Франції. У 2013—14 роках провів у формі головної команди країни 5 матчів.

## Титули і досягнення
- Володар Суперкубка Франції (1):

«Ліон»: 2012
- Володар Кубка Франції (2):

«Ліон»: 2011-12
«Ренн»: 2018-19
Збірні
- Чемпіон Європи (U-19): 2010